# A Fair Exchange (film, 1909)
Pour les articles homonymes, voir A Fair Exchange.
A Fair Exchange est un film muet américain réalisé par D. W. Griffith, sorti en 1909.

## Fiche technique
- Titre : A Fair Exchange
- Réalisation : D. W. Griffith
- Scénario : Frank E. Woods, d'après le roman Silas Marner de George Eliot
- Société de production et de distribution : American Mutoscope and Biograph Company
- Photographie : G. W. Bitzer
- Pays de production :  États-Unis
- Durée : 11 minutes
- Date de sortie : 23 septembre 1909

## Distribution
Les noms des personnages proviennent de l'Internet Movie Database.
- James Kirkwood : Silas Marner
- Mack Sennett : William Dane
- Dorothy Bernard : vieille femme
- Verner Clarges : pasteur
- Edith Haldeman : l'enfant
- Owen Moore : père de l'enfant
- Adele DeGarde : un enfant
- Arthur V. Johnson : voleur
- George Nichols : voleur
- Anthony O'Sullivan : Noble
- Kate Bruce
- John R. Cumpson
- Gladys Egan
- Frank Evans
- Billy Quirk